# Conger cinereus
Conger cinereus es una especie de pez del género Conger, familia Congridae. Fue descrita científicamente por Rüppell en 1830. En Chile se le conoce con los nombres comunes de congrio de isla de Pascua y koiro.
Se distribuye por el Indo-Pacífico: golfo Pérsico, mar Rojo y África Oriental hasta las islas Marquesas y de Pascua, Japón y las islas Ogasawara, sur hasta el norte de Australia y la isla de Lord Howe. La longitud total (TL) es de 140 centímetros. Habita en arrecifes planos y lechos de pastos marinos de lagunas poco profundas y se alimenta de peces y crustáceos por la noche. Puede alcanzar los 80 metros de profundidad.
Está clasificada como una especie marina inofensiva para el ser humano.